# Vuelta CV Feminas 2020
La 2e édition du Tour de la Communauté valencienne féminin a eu lieu le 9 février 2020. La course fait partie du calendrier international féminin UCI 2020 en catégorie 1.1. Elle est remportée par l'Italienne Marta Bastianelli.

## Équipes
| UCI Women's WorldTeams (2)- Alé BTC Ljubljana - Movistar Team Équipes féminines continentales (14)- BePink - Biehler Krush - Bigla-Katusha - Bizkaia-Durango - Ceratizit-WNT Pro Cycling - Charente-Maritime Women Cycling - Ciclotel - Eneicat-RBH - Lotto Soudal Ladies - Massi Tactic - Río Miera-Cantabria Deporte - Sopela - Valcar-Travel & Service - VIB-Natural Greatness Équipe féminines amateur (3)- Belori - Colnago CM - Farto-Ahguas do Paraño |
| |

## Récit de la course
De nombreuses attaques émaillent la course, notamment en provenance de l'équipe Ceratizit-WNT. Kathrin Hammes et Urška Bravec sortent à deux durant une partie de l'épreuve. Néanmoins, la course se conclut au sprint. Marta Bastianelli se montre la plus rapide.

## Classements

### Classement final
| \| Classement général \| Classement général \| Classement général \| Classement général \| Classement général \| \| Coureuse \| Coureuse \| Pays \| Équipe \| Temps \| \| ------------------ \| ------------------ \| ------------------ \| ------------------------- \| ------------------ \| \| 1re \| Marta Bastianelli \| Italie \| Alé BTC Ljubljana \| 2 h 18 min 04 s \| \| 2e \| Barbara Guarischi \| Italie \| Movistar Team \| + 0 s \| \| 3e \| Teniel Campbell \| Trinité-et-Tobago \| Valcar-Travel & Service \| + 0 s \| \| 4e \| Arianna Fidanza \| Italie \| Lotto Soudal Ladies \| + 0 s \| \| 5e \| Laura Asencio \| France \| Ceratizit-WNT Pro Cycling \| + 0 s \| \| 6e \| Emma Norsgaard \| Danemark \| Bigla-Katusha \| + 0 s \| \| 7e \| Séverine Eraud \| France \| Charente-Maritime \| + 0 s \| \| 8e \| Agnieta Francke \| Pays-Bas \| Belori \| + 0 s \| \| 9e \| Silvia Zanardi \| Italie \| Bepink \| + 0 s \| \| 10e \| Bryony van Velzen \| Pays-Bas \| Ciclotel \| + 0 s \| |                   |                   |                           |                 |
| |                   |                   |                           |                 |
| Source : Cycling Quotient |                   |                   |                           |                 |
| Classement général |                   |                   |                           |                 |
| Coureuse | Coureuse          | Pays              | Équipe                    | Temps           |
| 1re | Marta Bastianelli | Italie            | Alé BTC Ljubljana         | 2 h 18 min 04 s |
| 2e | Barbara Guarischi | Italie            | Movistar Team             | + 0 s           |
| 3e | Teniel Campbell   | Trinité-et-Tobago | Valcar-Travel & Service   | + 0 s           |
| 4e | Arianna Fidanza   | Italie            | Lotto Soudal Ladies       | + 0 s           |
| 5e | Laura Asencio     | France            | Ceratizit-WNT Pro Cycling | + 0 s           |
| 6e | Emma Norsgaard    | Danemark          | Bigla-Katusha             | + 0 s           |
| 7e | Séverine Eraud    | France            | Charente-Maritime         | + 0 s           |
| 8e | Agnieta Francke   | Pays-Bas          | Belori                    | + 0 s           |
| 9e | Silvia Zanardi    | Italie            | Bepink                    | + 0 s           |
| 10e | Bryony van Velzen | Pays-Bas          | Ciclotel                  | + 0 s           |

### Points UCI
| Position           | 1er | 2e | 3e | 4e | 5e | 6e | 7e | 8e | 9e | 10e | 11e | 12e | 13e à 15e | 16e à 25e |
| Classement général | 125 | 85 | 70 | 60 | 50 | 40 | 35 | 30 | 25 | 20  | 15  | 10  | 5         | 3         |

## Liste des participants
| Légende | Légende                                                                    | Légende | Légende                                                    |
| ------- | -------------------------------------------------------------------------- | ------- | ---------------------------------------------------------- |
| Num     | Dossard de départ porté par le coureur sur cette Vuelta CV Feminas         | Pos     | Position à l'arrivée de la course                          |
|         | Indique un maillot de champion national ou mondial, suivi de sa spécialité | NP      | Indique un coureur qui n'a pas pris le départ de la course |
| AB      | Indique un coureur qui n'a pas terminé la course                           | HD      | Indique un coureur qui a terminé la course hors des délais |

| Alé BTC Ljubljana ALE | Alé BTC Ljubljana ALE   | Alé BTC Ljubljana ALE |
| --------------------- | ----------------------- | --------------------- |
| Num                   | Coureuse                | Pos                   |
| 1                     | Marta Bastianelli (ITA) | 1re                   |
| 2                     | Eugenia Bujak (SLO)     | 40e                   |
| 3                     | Urška Bravec (SLO)      | 48e                   |
| 5                     | Urška Žigart (SLO)      | 71e                   |
| 6                     | Eri Yonamine (JPN)      | 61e                   |

| Movistar Team MOV | Movistar Team MOV       | Movistar Team MOV |
| ----------------- | ----------------------- | ----------------- |
| Num               | Coureuse                | Pos               |
| 11                | Jelena Erić (SRB)       | 16e               |
| 12                | Alicia González (ESP)   | 59e               |
| 13                | Barbara Guarischi (ITA) | 2e                |
| 14                | Lourdes Oyarbide (ESP)  | 51e               |
| 15                | Aude Biannic (FRA)      | 67e               |
| 16                | Alba Teruel (ESP)       | 57e               |

| Lotto Soudal Ladies LSL | Lotto Soudal Ladies LSL  | Lotto Soudal Ladies LSL |
| ----------------------- | ------------------------ | ----------------------- |
| Num                     | Coureuse                 | Pos                     |
| 21                      | Jesse Vandenbulcke (BEL) | 12e                     |
| 22                      | Danique Braam (NED)      | 11e                     |
| 23                      | Arianna Fidanza (ITA)    | 4e                      |
| 24                      | Alana Castrique (BEL)    | 84e                     |
| 25                      | Abby-Mae Parkinson (GBR) | 32e                     |
| 26                      | Danielle Christmas (GBR) | 34e                     |

| Bigla-Katusha BIG | Bigla-Katusha BIG             | Bigla-Katusha BIG |
| ----------------- | ----------------------------- | ----------------- |
| Num               | Coureuse                      | Pos               |
| 31                | Elise Chabbey (SUI)           | 36e               |
| 32                | Kathrin Stirnemann (SUI)      | AB                |
| 33                | Elizabeth Banks (GBR)         | 50e               |
| 34                | Maria Vittoria Sperotto (ITA) | 41e               |
| 35                | Sophie Wright (GBR)           | 79e               |
| 36                | Emma Norsgaard (DEN)          | 6e                |

| Valcar-Travel & Service VAL | Valcar-Travel & Service VAL | Valcar-Travel & Service VAL |
| --------------------------- | --------------------------- | --------------------------- |
| Num                         | Coureuse                    | Pos                         |
| 41                          | Silvia Pollicini (ITA)      | 73e                         |
| 42                          | Silvia Persico (ITA)        | 19e                         |
| 43                          | Ilaria Sanguineti (ITA)     | 80e                         |
| 44                          | Teniel Campbell (TTO)       | 3e                          |
| 45                          | Elena Pirrone (ITA)         | 72e                         |
| 46                          | Federica Piergiovanni (ITA) | AB                          |

| Ceratizit-WNT Pro Cycling WNT | Ceratizit-WNT Pro Cycling WNT | Ceratizit-WNT Pro Cycling WNT |
| ----------------------------- | ----------------------------- | ----------------------------- |
| Num                           | Coureuse                      | Pos                           |
| 52                            | Erica Magnaldi (ITA)          | 68e                           |
| 53                            | Lara Vieceli (ITA)            | 70e                           |
| 54                            | Kathrin Hammes (GER)          | 65e                           |
| 55                            | Laura Asencio (FRA)           | 5e                            |
| 56                            | Sarah Rijkes (AUT)            | 69e                           |

| Charente-Maritime CMW | Charente-Maritime CMW   | Charente-Maritime CMW |
| --------------------- | ----------------------- | --------------------- |
| Num                   | Coureuse                | Pos                   |
| 61                    | India Grangier (FRA)    | 18e                   |
| 62                    | Noémie Abgrall (FRA)    | 74e                   |
| 63                    | Balladyne Tritsch (FRA) | 85e                   |
| 64                    | Manon Minaud (FRA)      | 75e                   |
| 65                    | Séverine Eraud (FRA)    | 7e                    |

| Eneicat-RBH EIC | Eneicat-RBH EIC           | Eneicat-RBH EIC |
| --------------- | ------------------------- | --------------- |
| Num             | Coureuse                  | Pos             |
| 71              | Ziortza Isasi (ESP)       | 17e             |
| 72              | Lija Laizāne (LAT)        | 52e             |
| 73              | Sofia Martinez Pico (ESP) | 94e             |
| 74              | Alessia Bulleri (ITA)     | 26e             |

| Bepink BPK | Bepink BPK               | Bepink BPK |
| ---------- | ------------------------ | ---------- |
| Num        | Coureuse                 | Pos        |
| 81         | Melissa van Neck (CZE)   | 20e        |
| 83         | Silvia Zanardi (ITA)     | 9e         |
| 84         | Giorgia Catarzi (ITA)    | 44e        |
| 85         | Vania Canvelli (ITA)     | 62e        |
| 85         | Valentina Landuzzi (ITA) | 38e        |

| Biehler Krush Pro Cycling BPC | Biehler Krush Pro Cycling BPC | Biehler Krush Pro Cycling BPC |
| ----------------------------- | ----------------------------- | ----------------------------- |
| Num                           | Coureuse                      | Pos                           |
| 91                            | Melanie Klement (NED)         | 14e                           |
| 92                            | Henrietta Colborne (GBR)      | AB                            |
| 93                            | Quinty Ton (NED)              | 25e                           |
| 94                            | Senna Feron (NED)             | 90e                           |
| 95                            | Laura van Regenmortel (NED)   | 21e                           |
| 96                            | Nienke Wasmus (NED)           | 37e                           |

| Ciclotel CTL | Ciclotel CTL              | Ciclotel CTL |
| ------------ | ------------------------- | ------------ |
| Num          | Coureuse                  | Pos          |
| 101          | Olha Kulynych (UKR)       | 60e          |
| 102          | Daniela Reis (POR)        | 39e          |
| 103          | Kirstie van Haaften (NED) | 13e          |
| 104          | Valeriya Kononenko (UKR)  | 33e          |
| 105          | Kim de Baat (BEL)         | 76e          |
| 106          | Bryony van Velzen (NED)   | 10e          |

| Bizkaia-Durango BDP | Bizkaia-Durango BDP        | Bizkaia-Durango BDP |
| ------------------- | -------------------------- | ------------------- |
| Num                 | Coureuse                   | Pos                 |
| 111                 | Irati Puigdefabregas (ESP) | AB                  |
| 112                 | Ariana Gilabert (ESP)      | 91e                 |
| 113                 | Yurani Blanco (ESP)        | 28e                 |
| 114                 | Aroa Gorostiza (ESP)       | 29e                 |
| 115                 | Elizabeth Holden (GBR)     | 23e                 |
| 116                 | Lauren Dolan (GBR)         | 24e                 |

| Río Miera-Cantabria Deporte RMC | Río Miera-Cantabria Deporte RMC            | Río Miera-Cantabria Deporte RMC |
| ------------------------------- | ------------------------------------------ | ------------------------------- |
| Num                             | Coureuse                                   | Pos                             |
| 121                             | Paula Diaz (ESP)                           | 42e                             |
| 122                             | Maria De Los Angeles Medina Gonzalez (ESP) | 82e                             |
| 123                             | Susana Perez (ESP)                         | 22e                             |
| 124                             | Sofia Barriguete (ESP)                     | 99e                             |
| 125                             | Carolina Esteban (ESP)                     | 88e                             |
| 126                             | Elisabet Escursell Valero (ESP)            | 27e                             |

| Massi Tactic MAT | Massi Tactic MAT              | Massi Tactic MAT |
| ---------------- | ----------------------------- | ---------------- |
| Num              | Coureuse                      | Pos              |
| 131              | Gabrielle Pilote Fortin (CAN) | 63e              |
| 132              | Belén López (ESP)             | 31e              |
| 133              | Mireia Trias (ESP)            | 64e              |
| 134              | Isabel Martin (ESP)           | 47e              |
| 135              | Nerea Nuno Iglesias (ESP)     | 30e              |
| 136              | Lauren Creamer (IRL)          | 87e              |

| VIB-Natural Greatness VIB | VIB-Natural Greatness VIB     | VIB-Natural Greatness VIB |
| ------------------------- | ----------------------------- | ------------------------- |
| Num                       | Coureuse                      | Pos                       |
| 141                       | Somayeh Yazdani (IRI)         | 77e                       |
| 142                       | Maria Del Pilar Jimenez (ESP) | 93e                       |
| 143                       | Jennifer Neenan (IRL)         | 103e                      |
| 144                       | Jennifer Ducuara (COL)        | 46e                       |
| 145                       | Melisa Gomiz Perez (ESP)      | 100e                      |
| 146                       | Marta Romeu (ESP)             | 56e                       |

| Sopela Women's Team SWT | Sopela Women's Team SWT        | Sopela Women's Team SWT |
| ----------------------- | ------------------------------ | ----------------------- |
| Num                     | Coureuse                       | Pos                     |
| 151                     | Sofía Rodríguez (ESP)          | 15e                     |
| 152                     | Sara Martín (ESP)              | 78e                     |
| 153                     | Maria Banlles Santamaria (ESP) | 81e                     |
| 154                     | Alexandra Moreno (ESP)         | 55e                     |
| 155                     | Emma Ortiz (ESP)               | 97e                     |
| 156                     | Claire Steels (GBR)            | 66e                     |

| Colnago CM CCM | Colnago CM CCM          | Colnago CM CCM |
| -------------- | ----------------------- | -------------- |
| Num            | Coureuse                | Pos            |
| 161            | Carolina Upegui (COL)   | 43e            |
| 162            | Katherin Montoya (COL)  | 86e            |
| 163            | Erika Botero (COL)      | 45e            |
| 164            | Daniela Atehortua (COL) | 35e            |
| 165            | Laura Toconas (COL)     | 53e            |
| 166            | Daniela Giraldo (COL)   | 89e            |

| Farto - Ahguas do Paraño ___ | Farto - Ahguas do Paraño ___ | Farto - Ahguas do Paraño ___ |
| ---------------------------- | ---------------------------- | ---------------------------- |
| Num                          | Coureuse                     | Pos                          |
| 171                          | Ines Castaño (ESP)           | 96e                          |
| 172                          | Liliana Jesus (POR)          | 95e                          |
| 173                          | Melissa Maia (POR)           | 83e                          |
| 174                          | Sandra Moral (ESP)           | 58e                          |
| 175                          | Diana Pedrosa (POR)          | 102e                         |
| 176                          | Cristina Pujol (ESP)         | 92e                          |

| Belori ___ | Belori ___                | Belori ___ |
| ---------- | ------------------------- | ---------- |
| Num        | Coureuse                  | Pos        |
| 181        | Agnieta Francke (NED)     | 8e         |
| 182        | Camila Ayala (ARG)        | 101e       |
| 183        | Mariela Farabello (ESP)   | AB         |
| 184        | Livia Santos Fabaro (BRA) | AB         |
| 185        | Natalia Serrano (ESP)     | AB         |
| 186        | Juliet Wolfe (IRL)        | 54e        |

| Alé BTC Ljubljana ALE | Alé BTC Ljubljana ALE   | Alé BTC Ljubljana ALE |
| --------------------- | ----------------------- | --------------------- |
| Num                   | Coureuse                | Pos                   |
| 1                     | Marta Bastianelli (ITA) | 1re                   |
| 2                     | Eugenia Bujak (SLO)     | 40e                   |
| 3                     | Urška Bravec (SLO)      | 48e                   |
| 5                     | Urška Žigart (SLO)      | 71e                   |
| 6                     | Eri Yonamine (JPN)      | 61e                   |

| Movistar Team MOV | Movistar Team MOV       | Movistar Team MOV |
| ----------------- | ----------------------- | ----------------- |
| Num               | Coureuse                | Pos               |
| 11                | Jelena Erić (SRB)       | 16e               |
| 12                | Alicia González (ESP)   | 59e               |
| 13                | Barbara Guarischi (ITA) | 2e                |
| 14                | Lourdes Oyarbide (ESP)  | 51e               |
| 15                | Aude Biannic (FRA)      | 67e               |
| 16                | Alba Teruel (ESP)       | 57e               |

| Lotto Soudal Ladies LSL | Lotto Soudal Ladies LSL  | Lotto Soudal Ladies LSL |
| ----------------------- | ------------------------ | ----------------------- |
| Num                     | Coureuse                 | Pos                     |
| 21                      | Jesse Vandenbulcke (BEL) | 12e                     |
| 22                      | Danique Braam (NED)      | 11e                     |
| 23                      | Arianna Fidanza (ITA)    | 4e                      |
| 24                      | Alana Castrique (BEL)    | 84e                     |
| 25                      | Abby-Mae Parkinson (GBR) | 32e                     |
| 26                      | Danielle Christmas (GBR) | 34e                     |

| Bigla-Katusha BIG | Bigla-Katusha BIG             | Bigla-Katusha BIG |
| ----------------- | ----------------------------- | ----------------- |
| Num               | Coureuse                      | Pos               |
| 31                | Elise Chabbey (SUI)           | 36e               |
| 32                | Kathrin Stirnemann (SUI)      | AB                |
| 33                | Elizabeth Banks (GBR)         | 50e               |
| 34                | Maria Vittoria Sperotto (ITA) | 41e               |
| 35                | Sophie Wright (GBR)           | 79e               |
| 36                | Emma Norsgaard (DEN)          | 6e                |

| Valcar-Travel & Service VAL | Valcar-Travel & Service VAL | Valcar-Travel & Service VAL |
| --------------------------- | --------------------------- | --------------------------- |
| Num                         | Coureuse                    | Pos                         |
| 41                          | Silvia Pollicini (ITA)      | 73e                         |
| 42                          | Silvia Persico (ITA)        | 19e                         |
| 43                          | Ilaria Sanguineti (ITA)     | 80e                         |
| 44                          | Teniel Campbell (TTO)       | 3e                          |
| 45                          | Elena Pirrone (ITA)         | 72e                         |
| 46                          | Federica Piergiovanni (ITA) | AB                          |

| Ceratizit-WNT Pro Cycling WNT | Ceratizit-WNT Pro Cycling WNT | Ceratizit-WNT Pro Cycling WNT |
| ----------------------------- | ----------------------------- | ----------------------------- |
| Num                           | Coureuse                      | Pos                           |
| 52                            | Erica Magnaldi (ITA)          | 68e                           |
| 53                            | Lara Vieceli (ITA)            | 70e                           |
| 54                            | Kathrin Hammes (GER)          | 65e                           |
| 55                            | Laura Asencio (FRA)           | 5e                            |
| 56                            | Sarah Rijkes (AUT)            | 69e                           |

| Charente-Maritime CMW | Charente-Maritime CMW   | Charente-Maritime CMW |
| --------------------- | ----------------------- | --------------------- |
| Num                   | Coureuse                | Pos                   |
| 61                    | India Grangier (FRA)    | 18e                   |
| 62                    | Noémie Abgrall (FRA)    | 74e                   |
| 63                    | Balladyne Tritsch (FRA) | 85e                   |
| 64                    | Manon Minaud (FRA)      | 75e                   |
| 65                    | Séverine Eraud (FRA)    | 7e                    |

| Eneicat-RBH EIC | Eneicat-RBH EIC           | Eneicat-RBH EIC |
| --------------- | ------------------------- | --------------- |
| Num             | Coureuse                  | Pos             |
| 71              | Ziortza Isasi (ESP)       | 17e             |
| 72              | Lija Laizāne (LAT)        | 52e             |
| 73              | Sofia Martinez Pico (ESP) | 94e             |
| 74              | Alessia Bulleri (ITA)     | 26e             |

| Bepink BPK | Bepink BPK               | Bepink BPK |
| ---------- | ------------------------ | ---------- |
| Num        | Coureuse                 | Pos        |
| 81         | Melissa van Neck (CZE)   | 20e        |
| 83         | Silvia Zanardi (ITA)     | 9e         |
| 84         | Giorgia Catarzi (ITA)    | 44e        |
| 85         | Vania Canvelli (ITA)     | 62e        |
| 85         | Valentina Landuzzi (ITA) | 38e        |

| Biehler Krush Pro Cycling BPC | Biehler Krush Pro Cycling BPC | Biehler Krush Pro Cycling BPC |
| ----------------------------- | ----------------------------- | ----------------------------- |
| Num                           | Coureuse                      | Pos                           |
| 91                            | Melanie Klement (NED)         | 14e                           |
| 92                            | Henrietta Colborne (GBR)      | AB                            |
| 93                            | Quinty Ton (NED)              | 25e                           |
| 94                            | Senna Feron (NED)             | 90e                           |
| 95                            | Laura van Regenmortel (NED)   | 21e                           |
| 96                            | Nienke Wasmus (NED)           | 37e                           |

| Ciclotel CTL | Ciclotel CTL              | Ciclotel CTL |
| ------------ | ------------------------- | ------------ |
| Num          | Coureuse                  | Pos          |
| 101          | Olha Kulynych (UKR)       | 60e          |
| 102          | Daniela Reis (POR)        | 39e          |
| 103          | Kirstie van Haaften (NED) | 13e          |
| 104          | Valeriya Kononenko (UKR)  | 33e          |
| 105          | Kim de Baat (BEL)         | 76e          |
| 106          | Bryony van Velzen (NED)   | 10e          |

| Bizkaia-Durango BDP | Bizkaia-Durango BDP        | Bizkaia-Durango BDP |
| ------------------- | -------------------------- | ------------------- |
| Num                 | Coureuse                   | Pos                 |
| 111                 | Irati Puigdefabregas (ESP) | AB                  |
| 112                 | Ariana Gilabert (ESP)      | 91e                 |
| 113                 | Yurani Blanco (ESP)        | 28e                 |
| 114                 | Aroa Gorostiza (ESP)       | 29e                 |
| 115                 | Elizabeth Holden (GBR)     | 23e                 |
| 116                 | Lauren Dolan (GBR)         | 24e                 |

| Río Miera-Cantabria Deporte RMC | Río Miera-Cantabria Deporte RMC            | Río Miera-Cantabria Deporte RMC |
| ------------------------------- | ------------------------------------------ | ------------------------------- |
| Num                             | Coureuse                                   | Pos                             |
| 121                             | Paula Diaz (ESP)                           | 42e                             |
| 122                             | Maria De Los Angeles Medina Gonzalez (ESP) | 82e                             |
| 123                             | Susana Perez (ESP)                         | 22e                             |
| 124                             | Sofia Barriguete (ESP)                     | 99e                             |
| 125                             | Carolina Esteban (ESP)                     | 88e                             |
| 126                             | Elisabet Escursell Valero (ESP)            | 27e                             |

| Massi Tactic MAT | Massi Tactic MAT              | Massi Tactic MAT |
| ---------------- | ----------------------------- | ---------------- |
| Num              | Coureuse                      | Pos              |
| 131              | Gabrielle Pilote Fortin (CAN) | 63e              |
| 132              | Belén López (ESP)             | 31e              |
| 133              | Mireia Trias (ESP)            | 64e              |
| 134              | Isabel Martin (ESP)           | 47e              |
| 135              | Nerea Nuno Iglesias (ESP)     | 30e              |
| 136              | Lauren Creamer (IRL)          | 87e              |

| VIB-Natural Greatness VIB | VIB-Natural Greatness VIB     | VIB-Natural Greatness VIB |
| ------------------------- | ----------------------------- | ------------------------- |
| Num                       | Coureuse                      | Pos                       |
| 141                       | Somayeh Yazdani (IRI)         | 77e                       |
| 142                       | Maria Del Pilar Jimenez (ESP) | 93e                       |
| 143                       | Jennifer Neenan (IRL)         | 103e                      |
| 144                       | Jennifer Ducuara (COL)        | 46e                       |
| 145                       | Melisa Gomiz Perez (ESP)      | 100e                      |
| 146                       | Marta Romeu (ESP)             | 56e                       |

| Sopela Women's Team SWT | Sopela Women's Team SWT        | Sopela Women's Team SWT |
| ----------------------- | ------------------------------ | ----------------------- |
| Num                     | Coureuse                       | Pos                     |
| 151                     | Sofía Rodríguez (ESP)          | 15e                     |
| 152                     | Sara Martín (ESP)              | 78e                     |
| 153                     | Maria Banlles Santamaria (ESP) | 81e                     |
| 154                     | Alexandra Moreno (ESP)         | 55e                     |
| 155                     | Emma Ortiz (ESP)               | 97e                     |
| 156                     | Claire Steels (GBR)            | 66e                     |

| Colnago CM CCM | Colnago CM CCM          | Colnago CM CCM |
| -------------- | ----------------------- | -------------- |
| Num            | Coureuse                | Pos            |
| 161            | Carolina Upegui (COL)   | 43e            |
| 162            | Katherin Montoya (COL)  | 86e            |
| 163            | Erika Botero (COL)      | 45e            |
| 164            | Daniela Atehortua (COL) | 35e            |
| 165            | Laura Toconas (COL)     | 53e            |
| 166            | Daniela Giraldo (COL)   | 89e            |

| Farto - Ahguas do Paraño ___ | Farto - Ahguas do Paraño ___ | Farto - Ahguas do Paraño ___ |
| ---------------------------- | ---------------------------- | ---------------------------- |
| Num                          | Coureuse                     | Pos                          |
| 171                          | Ines Castaño (ESP)           | 96e                          |
| 172                          | Liliana Jesus (POR)          | 95e                          |
| 173                          | Melissa Maia (POR)           | 83e                          |
| 174                          | Sandra Moral (ESP)           | 58e                          |
| 175                          | Diana Pedrosa (POR)          | 102e                         |
| 176                          | Cristina Pujol (ESP)         | 92e                          |

| Belori ___ | Belori ___                | Belori ___ |
| ---------- | ------------------------- | ---------- |
| Num        | Coureuse                  | Pos        |
| 181        | Agnieta Francke (NED)     | 8e         |
| 182        | Camila Ayala (ARG)        | 101e       |
| 183        | Mariela Farabello (ESP)   | AB         |
| 184        | Livia Santos Fabaro (BRA) | AB         |
| 185        | Natalia Serrano (ESP)     | AB         |
| 186        | Juliet Wolfe (IRL)        | 54e        |